# Джеймс, Пол (футболист)
Пол Джон Джеймс (11 ноября 1963, Кардифф, Уэльс) — бывший канадский профессиональный футболист, игравший в составе нескольких североамериканских команд в 1980-х и 1990-х годах.

## Биография
Родился в Кардиффе, но в 16 лет вместе со своими родителями и сестрой эмигрировал в Канаду. В 20 лет получил гражданство страны и получил возможность выступать за ее сборную. Джеймс является участником Олимпийских игр 1984 года в Лос-Анджелесе и на единственном для канадцев Чемпионате мира 1986 года в Мексике.
На родине выступал за ряд клубов Национальной канадской лиги. В 1988 году некоторое время играл за английский «Донкастер Роверс».
Еще во время футбольной карьеры Пол Джеймс начал тренировать. Он работал с американскими и канадскими университетскими командами. Возглавлял молодежную сборную Канады, с которой Джеймс в 2001 году участвовал в Чемпионате мира (U-21) в Аргентине. Являлся футбольным аналитиком на канадских телеканалах.

### Проблемы с наркотиками
В 2011 году был главным тренером сборной Багамских островов. Довольно быстро контракт с ним был расторгнут после его исчезновения. Спустя неделю после пропажи Джеймса удалось обнаружить в одном из мотелей Лос-Анджелеса. Он не имел представления о том, как он туда попал.
В феврале 2012 года Джеймс сообщил, что много лет борется с наркотической зависимостью. Регулярно употреблял крэк-кокаин. В 2018 году объявлял голодовку в знак протеста против жёсткого обращения с ним со стороны Йоркского университета, вызванного из-за его пристрастия к психоактивным веществам.

## Достижения
- Чемпион Мексики (1): 1986.